# New York Knicks 1961-1962
La stagione 1961-62 dei New York Knicks fu la 16ª nella NBA per la franchigia.
I New York Knicks arrivarono quarti nella Eastern Division con un record di 29-51, non qualificandosi per i play-off.

## Roster
| N° | Naz.                   | Ruolo | Sportivo          | Anno | Alt. | Peso |
| -- | ---------------------- | ----- | ----------------- | ---- | ---- | ---- |
| 3  | Stati Uniti (bandiera) | G     | Al Butler         | 1938 | 188  | 79   |
| 5  | Stati Uniti (bandiera) | G     | Doug Kistler      | 1938 | 206  | 95   |
| 6  | Stati Uniti (bandiera) | AC    | Willie Naulls     | 1934 | 198  | 102  |
| 7  | Stati Uniti (bandiera) | G     | Whitey Martin     | 1939 | 188  | 84   |
| 8  | Stati Uniti (bandiera) | AC    | Phil Jordon       | 1933 | 208  | 93   |
| 9  | Stati Uniti (bandiera) | G     | Richie Guerin     | 1932 | 193  | 88   |
| 10 | Stati Uniti (bandiera) | A     | Dave Budd         | 1938 | 198  | 93   |
| 11 | Stati Uniti (bandiera) | AC    | Johnny Green      | 1933 | 196  | 91   |
| 12 | Stati Uniti (bandiera) | AC    | Cleveland Buckner | 1938 | 206  | 95   |
| 14 | Stati Uniti (bandiera) | A     | Ed Burton         | 1939 | 198  | 102  |
| 15 | Stati Uniti (bandiera) | G     | George Blaney     | 1939 | 185  | 79   |
| 16 | Stati Uniti (bandiera) | GA    | Bill Smith        | 1939 | 196  | 86   |
| 17 | Stati Uniti (bandiera) | G     | Sam Stith         | 1937 | 188  | 84   |
| 18 | Stati Uniti (bandiera) | C     | Darrall Imhoff    | 1938 | 208  | 100  |
| 19 | Stati Uniti (bandiera) | G     | Donnie Butcher    | 1936 | 188  | 91   |

## Staff tecnico
- Allenatore: Eddie Donovan